# Il mondo di ieri. Ricordi di un europeo
Il mondo di ieri. Ricordi di un europeo (titolo orig. Die Welt von Gestern: Erinnerungen eines Europäers) è un'opera autobiografica dello scrittore austriaco Stefan Zweig. Considerato il più famoso libro sul defunto Impero degli Asburgo, l'autore iniziò a scriverlo nel 1934 quando, preconizzando l'Anschluss e la persecuzione nazista, abbandonò l'Austria, prima emigrando in Inghilterra e poi in Brasile. Inviò il manoscritto appena concluso, dettato alla seconda moglie Lotte Altmann, al proprio editore il giorno prima che entrambi si suicidassero, nel febbraio 1942. Il libro fu pubblicato postumo nello stesso anno dall'editore Bermann-Fischer Verlag a Stoccolma, poi in lingua inglese nell'aprile 1943 dalla Viking Press.

## Tema
Il libro scaturisce dalla necessità che Zweig sentiva nei confronti delle generazioni future, ossia di testimoniare i terribili eventi attraverso i quali la sua generazione vide il continente europeo passare dalla civiltà ai drammi del nazismo e delle due guerre mondiali. Egli vi descrive la vita quotidiana a Vienna, allora capitale dell'Impero d'Austria-Ungheria al principio del XX secolo con dettagliati aneddoti sugli ultimi anni del lungo regno dell'imperatore Francesco Giuseppe della dinastia Asburgo-Lorena, delineando anche il sistema scolastico vigente e l'etica sessuale prevalente al tempo. Zweig racconta e rimpiange la stabilità della società viennese dopo secoli di dominio asburgico.

## Edizioni italiane
- Il mondo di ieri. Ricordi di un europeo, traduzione di Giorgio Picconi, Roma, De Carlo, 1945,  p. 346.
- Il mondo di ieri. Ricordi di un europeo, traduzione di Lavinia Mazzucchetti, Collana I Quaderni della Medusa n.18, Milano, Arnoldo Mondadori Editore, 1946,  p. 451. - Introduzione di Mara Gelsi, Collana Oscar n.981, Mondadori, 1979; Collana Oscar Classici moderni n.88, Mondadori, 1994-2022, ISBN 978-88-04-38112-9.
- Il mondo di ieri. Ricordi di un europeo, traduzione di Silvia Montis, Collana Grandi Tascabili Economici, Roma, Newton Compton, 2013,  p. 352, ISBN 978-88-541-4662-4.
- Il mondo di ieri. Ricordi di un europeo, traduzione di Lorena Paladino, Collana I grandi libri, Milano, Garzanti, 2014, 2022,  p. 460, ISBN 978-88-118-1075-9.